# UD Leiria

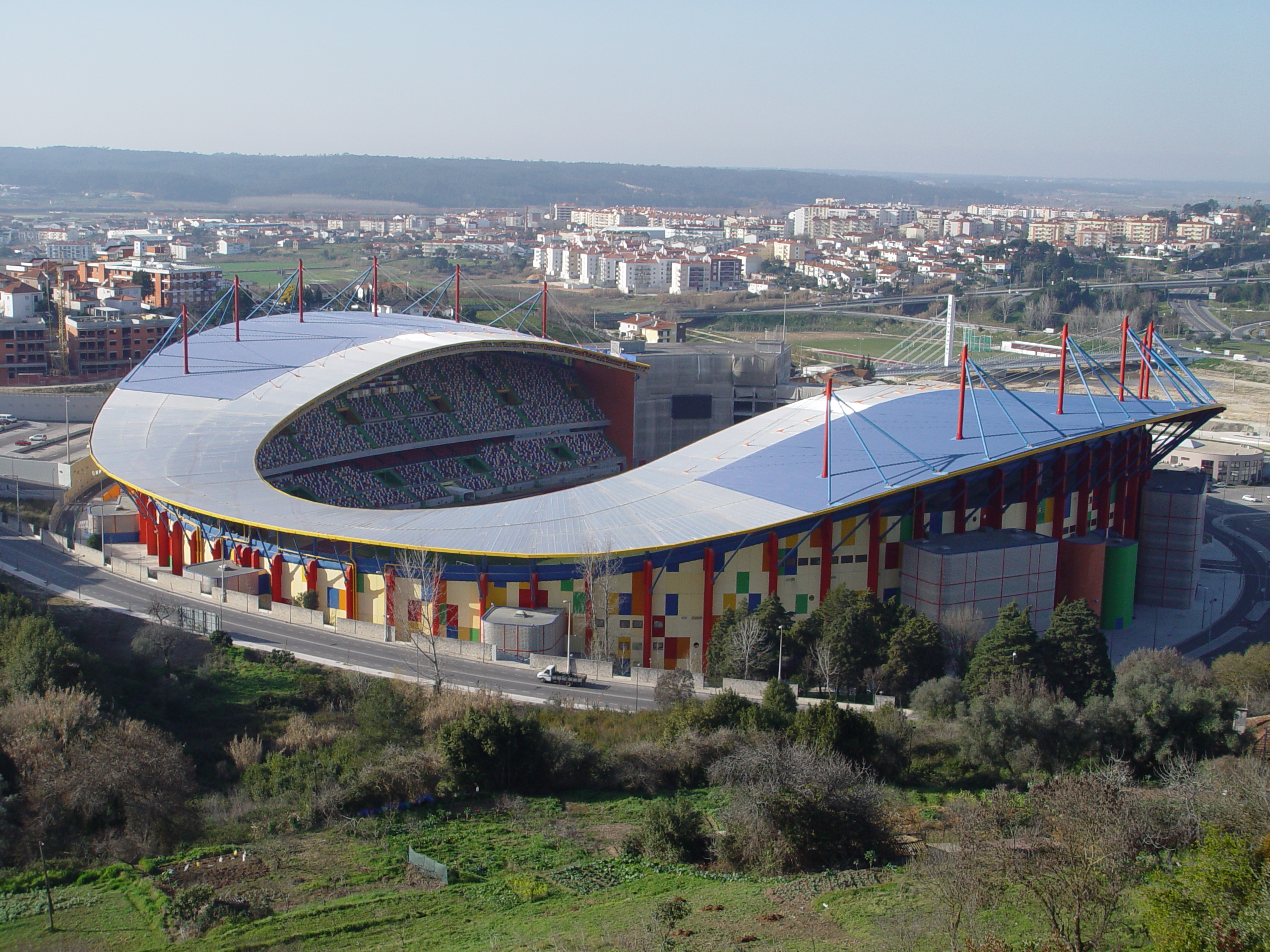
Estádio Dr. Magalhães Pessoa

União Desportiva de Leiria je portugalský fotbalový klub z města Leiria v regionu Centro v centrálním Portugalsku. Byl založen v roce 1966 a své domácí zápasy hraje na Estádio Dr. Magalhães Pessoa s kapacitou 24 700 míst.
V sezóně 2014/15 klub působí v Campeonato Nacional de Seniores (portugalská třetí liga).

## Úspěchy
- 1× vítěz Segunda Ligy (1997/98)[2]